# سندی (اورگن)
سندی (به انگلیسی: Sandy) شهری در شهرستان کوس ایالت اورگن است و در سرشماری سال ۲۰۱۱ میلادی، ۹٬۷۸۰ نفر جمعیت داشته که نسبت به سال ۲۰۱۰، ۲٫۱۹ درصد رشد جمعیت داشته‌است.

## موقعیت جغرافیایی
موقعیت جغرافیایی شهرها و مناطق اطراف به شرح زیر است: